# Нова Градишка
Нова Градишка је град у Хрватској, у Бродско-посавској жупанији. Према попису из 2021. било је 9.820 становника.

## Географија
Нова Градишка је смештена у југозападном делу источне Хрватске, налази се уз врло важне саобраћајнице: аутопут Загреб — Београд, железничка пруга Загреб — Винковци, у додиру је и са старим крајишким путем ("Старом цестом"), а кроз град пролази и државни пут према Пожеги и Нашицама. 
- Становништво: 14.229 (2011)
- Географска ширина: 45°16´15˝
- Географска дужина: 17°22´41˝
- Надморска висина: 129
- Површина: 49,58
- Средња годишња температура: 11,2°C

## Становништво

### Град Нова Градишка

#### Број становника по пописима
| Националност   | 2001.  | 1991.  | 1981.  | 1971.  | 1961.  | 1953.  | 1948. | 1931. | 1921. | 1910. | 1900. | 1890. | 1880. | 1869. | 1857. |
| бр. становника | 15.833 | 17.071 | 16.351 | 14.581 | 12.081 | 10.181 | 8.808 | 7.110 | 6.246 | 6.390 | 5.369 | 4.611 | 4.265 | 3.756 | 3.039 |

- напомена:

Настао из старе општине Нова Градишка.

### Нова Градишка (насељено место)

#### Број становника по пописима
| Националност   | 2001.  | 1991.  | 1981.  | 1971.  | 1961. | 1953. | 1948. | 1931. | 1921. | 1910. | 1900. | 1890. | 1880. | 1869. | 1857. |
| бр. становника | 13.264 | 14.044 | 13.293 | 11.580 | 9.229 | 7.548 | 6.340 | 4.905 | 4.279 | 4.275 | 3.592 | 3.045 | 3.000 | 2.529 | 1.852 |

- напомена:

Садржи податке за бивша насеља Церничка Мала од 1857. до 1931. и Мала од 1857. до 1948. која су тих година била одвојено исказана.

## Попис 1991.
На попису становништва 1991. године, насељено место Нова Градишка је имало 14.044 становника, следећег националног састава:
| Попис 1991.‍    | Попис 1991.‍  | Попис 1991.‍ | Попис 1991.‍ | Попис 1991.‍ |
| -------------- | ------------ | ----------- | ----------- | ----------- |
|                |              |             |             |             |
| Хрвати         | Хрвати       |             | 10.140      | 72,20%      |
| Срби           | Срби         |             | 2.263       | 16,11%      |
| Југословени    | Југословени  |             | 900         | 6,40%       |
| Албанци        | Албанци      |             | 51          | 0,36%       |
| Муслимани      | Муслимани    |             | 30          | 0,21%       |
| Чеси           | Чеси         |             | 28          | 0,19%       |
| Словенци       | Словенци     |             | 25          | 0,17%       |
| Италијани      | Италијани    |             | 22          | 0,15%       |
| Црногорци      | Црногорци    |             | 12          | 0,08%       |
| Македонци      | Македонци    |             | 11          | 0,07%       |
| Украјинци      | Украјинци    |             | 10          | 0,07%       |
| Мађари         | Мађари       |             | 9           | 0,06%       |
| Пољаци         | Пољаци       |             | 9           | 0,06%       |
| Немци          | Немци        |             | 7           | 0,04%       |
| Русини         | Русини       |             | 4           | 0,02%       |
| Словаци        | Словаци      |             | 3           | 0,02%       |
| Бугари         | Бугари       |             | 1           | 0,00%       |
| Роми           | Роми         |             | 1           | 0,00%       |
| Руси           | Руси         |             | 1           | 0,00%       |
| остали         | остали       |             | 5           | 0,03%       |
| неопредељени   | неопредељени |             | 245         | 1,74%       |
| регион. опр.   | регион. опр. |             | 21          | 0,14%       |
| непознато      | непознато    |             | 246         | 1,75%       |
| укупно: 14.044 |              |             |             |             |

## Историја
Град Нова Градишка утемељен је 1748. године. Настао је и израстао у окриљу Војне крајине, поставши управно седиште Градишке регименте. Антун Матија Рељковић у напоменама уз текст "Сатира", подробно и из прве руке описује насељавање Градишке. Обрслајтант Бек је ту прешао из Богичеваца (Стара Градишка) и подигао здања: прву гостионицу, оберштарске куће, касарне, "велику стражу" и тамницу - све од дрвета. Он је постао нови командант нове регименте у Новој Градишки. Затим је по замисли Бековој, уређена околина, оправљени путеви и мостови. Немац крчмар Мејш је отворио гостионицу и две пекаре. Немачки ковач Франц Гашек је подигао прву кућу. Из Босне се онда доселио Србин кнез Јован Тодоровић са тридесет породица, који су чинили прво језгро новог места Градишке. Године 1779. у Новој Градишки је 39 војничких и 70 варошких кућа и 11 болти (радњи). Сада су већ дрвене зграде замениле оне од чврстог материјала. Поред капеле Св. Терезије су два штабсофицирска стана и парохијски дом. Око варошке пијаце су се поређале наоколо, "Велика стража (Команда) и четири касарне. У Новој Градишки тада су две цркве: католичка и православна, две школе и двоспратна кућа трговца Ђорђа Мандровића.
Граду је 1787. године одузет статус војног комунитета. Срби су на Темишварском сабору тражили да се то врати на пређашње стање.
Нова Градишка је насеље седиште истоименог изборног среза за српски црквено-народни сабор у Карловцима. У месту је тада пописан 1081 православни Србин.
Службовао је 1829. године у Новој Градишки, граничарски капетан Станислав от Шумарски, доцнији војни историчар и писац. За романтичну приповест "Љуба Миланова" нашло се неколико Срба претплатника 1830. године. Писали су се мештани тадашњи од скупљача трговца Атанаса Рајлића: Гаврил Рељковић капетан, Марко Скворчевић капрал, Ана от Шумарски (капетаница), Ангелина Мандуовић, Јулијана Радосавевић, Атанасије Димовић трговац, Стефан Митровић ковач, Никола Вукдраговић поручник и Сава Гостимировић. Књигу Вукову о обичајима Срба, наручио је 1867. године тамошњи трговац Андрија Шеатовић. Од пописа 1847. године када је евидентирано 1024 Србина, за две деценије 1867. године њихов број се повећао на 1081.
У периоду од 1873. до 1886. године, град је био седиште новоствореног Градишког окружја.
Већ 1754. године почиње градња прве католичке цркве св. Терезије, која по својим градитељским карактеристикама припада значајнијим споменицима сакралног градитељства касног барока у Славонији. Старо урбано језгро чине: црква св. Терезије, стари суд и затвор из 18. века. У граду се до ратних догађаја 1990—их година налазила и православна црква. Стара црква Свете Тројице, иначе, изграђена је давне 1738. године, много пре католичке. Обнављана је 1824. и 1885. године и сведочила је колико дуго српски народ живи и постоји у овом делу Славоније. Срушиле су је до темеља усташе на Петровдан, 7. јула 1941. године. Том приликом страдао је и иконостас из 1814. године, вредни богослужбени предмети и црквене књиге. На том месту подигнута је нова Православна црква Свете Тројице, изграђена 1982. године, која је у то време била највећа црква подигнута у Српској Патријаршији после Другог светског рата. Овај монументални храм минирале су ван ратних дејстава усташе девет пута. Због чврстине градње и локације (налазила се у строгом центру града) последње минирање обавили су стручњаци из Загреба. Рушевине су уклоњене, а црквиште је поплочано. Данас је ту „зелена површина“ за одмор и разоноду. У Новој Градишки срушен је и православни храм посвећен Преносу моштију Светог Николе, подигнут давне 1818. године који се налазио на православном гробљу. Ова црква иначе, обновљена је 1866. године. Срушена је1992. године, изван ратних операција. Два парохијска стана у граду проваљена су и насилно усељена у периоду 1992—1995. године.

### Други свјетски рат
У Новој Градишки је већ сутрадан по прогласу НДХ 11. априла 1941. године ухапшено око 50 угледних Срба.
У Новој Градишки још првих дана усташке владавине убијени су у затвору Гаврило Богдановић председник из Ковачевца, Никола Протић, поседник из Нове Градишке и Никола Поповић, сељак из Нове Пољане. Пошто су их убили, усташе су их обесили у затвору, као да су тобоже они сами извршили самоубиство.
Православна црква у Новој Градишки запаљена је већ 8. маја 1941, да би била срушена почетком 1942. године.
У јулу 1941. године из Нове Градишке исељено је 50 српских породица. Оне су прво отеране у логор Цапраг, а одатле пребачене у Србију.

### Покатоличавање православних хришћана
Фрањо Матица жупник из Нове Градишке и истакнути сарадник усташа, захтевао је од Срба да сваке вечери долазе у цркву, где им је држао часове из веронауке и проповеди "у којима је нападао православну веру, а хвалио римокатоличку". Једном на часу веронауке оштро запитао присутне: "Хоћете ли се покрстити или не, ако нећете, нарочито нагласивши, Бог је на небу, усташе су на земљи, а Јасеновац по сриједи, и сада хоћете или нећете"? Приликом покатоличавања Матица је новим католицима говорио да морају "заувјек заборавити српску вјеру, јер то није вјера, јер је поглавник рекао да признаје само католичку вјеру, а сви они који њу не признају, који се још држе српске вјере да ће их истријебити из своје земље". За овај рад добијао је од усташке државе специјални хонорар од 4.000 куна месечно.

## Економија
У Новој Градишци развијена је дрвна, текстилна, прехрамбена и метална индустрија као и приватно предузетништво.

## Партнерски градови
- Херцогенаурах